# Côte des Deux-Amants
Pour les articles homonymes, voir Les Deux-Amants.
La côte des Deux-Amants, au confluent de la Seine et de l'Andelle (Eure), se trouve sur le territoire de Romilly-sur-Andelle.

## Description

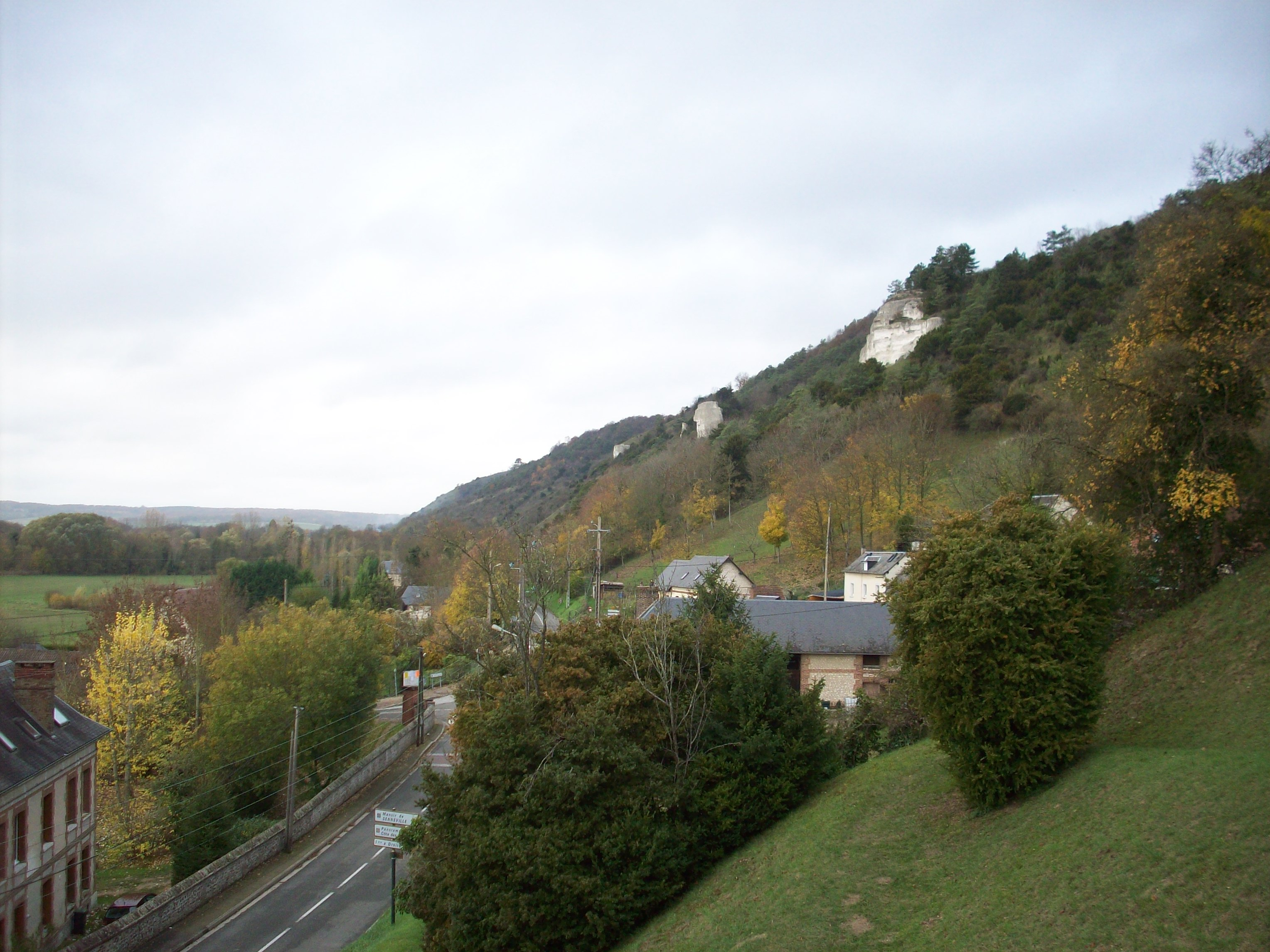
Côte des Deux-Amants, vue du cimetière d'Amfreville-sous-les-Monts.

La côte est le résultat du creusement de la rive concave de la Seine dans le plateau, mis en valeur par la confluence avec l'Andelle. Comme les reliefs du secteur, elle s'élève à environ 100 mètres au-dessus du niveau du fleuve par une pente régulière et herbeuse à environ 45 degrés. Elle domine le site du barrage de Poses et le lac des Deux-Amants, étang artificiel de 400 hectares résultant de l'exploitation de ballastières. Ce relief assez peu spectaculaire est surtout connu par la légende qui s'y rattache.

## Histoire
Elle tire son nom, selon la tradition, de ce que deux amants, contrariés dans leur projet d'union, se donnèrent la mort en se précipitant de son sommet.
Une autre version de l'histoire est que le soupirant fut obligé de monter cette côte très raide qui s'élève en ligne droite sur plus de cent mètres, en portant sa belle dans ses bras pour avoir le droit de l'épouser. Arrivé en haut, il expira. De dépit, la jeune fille se tua en se jetant dans le vide.
Une légende étiologique expliquant ce nom des « deux amants » de manière légèrement différente figure dans le lai Les Deus Amanz de Marie de France.

## Patrimoine naturel

### Espace protégé
La côte des Deux-Amants est un terrain acquis par un conservatoire d'espaces naturels sur une superficie de 35,333 ha.

### Site classé
- La côte des Deux-Amants,  Site classé (1932)[3].

## Galerie de photos

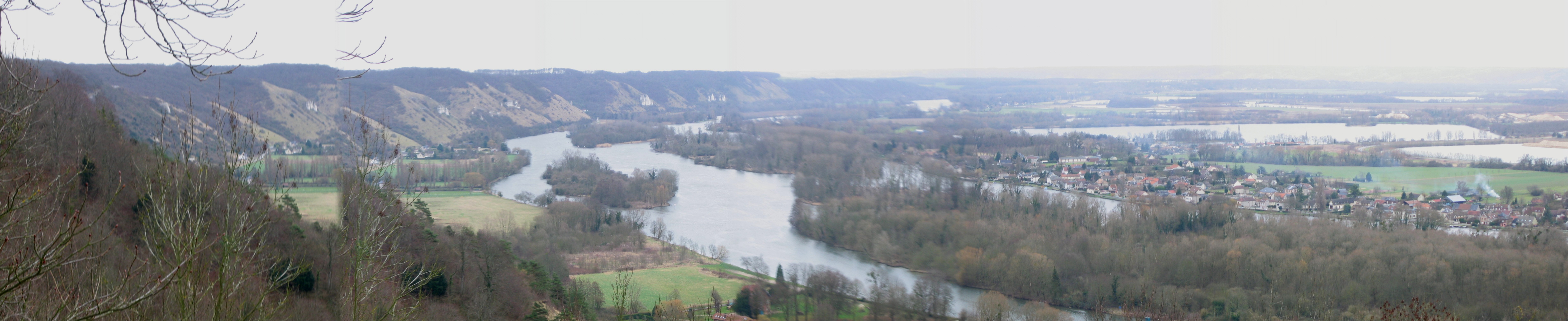
La côte des Deux-Amants dans le nord-est.

## Source
Cet article comprend des extraits du Dictionnaire Bouillet. Il est possible de supprimer cette indication, si le texte reflète le savoir actuel sur ce thème, si les sources sont citées, s'il satisfait aux exigences linguistiques actuelles et s'il ne contient pas de propos qui vont à l'encontre des règles de neutralité de Wikipédia.